# Ejército Japonés de Guarnición de China
El Ejército de Guarnición de China (支那駐屯軍 Shina Chutongun?) nació el 1 de junio de 1901 como el Ejército de Guarnición del Imperio de China (清国駐屯軍 Shinkoku Chutongun?), siendo parte de la coalición internacional que participó en la Rebelión Boxer. En abril de 1912 cambió de nombre y adoptó el de Ejército de Guarnición de China.

## Historial militar

### Inicios
En junio de 1900, tras el comienzo de la Rebelión Boxer, la 5.ª División del Ejército Imperial Japonés fue enviada a Tianjin para salvaguardar los intereses japoneses en la zona. Tras la rubrica del protocolo bóxer, se le permitió a Japón mantener una guarnición militar, además de lograr concesiones en China y el control de varias fortificaciones y puertos de gran importancia estratégica. En junio de 1901, la 5.ª División pasó a ser la Guarnición del Imperio de China. Este ejército era la aportación japonesa a los ejércitos que las distintas potencias destacaron en China tras la rebelión de 1900. Era mayor que los de las demás potencias, tenía su cuartel general en Tianjin y su jefe, que siempre ostentaba el grado de teniente general o general de división, tenía gran influencia en el Ejército imperial.
Tras la caída de la dinastía Qing y la consecuente proclamación de la República de China en 1911, se decidió cambiar el nombre del contingente militar japonés en China, que pasó a llamarse Ejército de Guarnición de China.

### Segunda guerra sino-japonesa
Desde abril de 1936, y ante el continuo deterioro de las relaciones diplomáticas entre Japón y China, el Shina Chutongun fue reforzado con diez compañías de infantería y un regimiento mixto.
Fueron unidades del Shina Chutongun las que tomaron parte en el Incidente del Puente de Marco Polo, provocando la segunda guerra sino-japonesa. En julio de 1937, el Ejército recibió como refuerzo la 20.ª División, proveniente de Corea, además de dos brigadas mixtas independientes del Ejército de Kwantung, en Manchuria. Posteriormente, y de cara a las operaciones de Beiping-Tianjín y Chahar, se enviarían tres nuevas divisiones (la 5.ª, 6.ª y 10.ª) desde Japón.
Con el incremento en la escala del conflicto, el Ejército de Guarnición de China fue desmantelado el 26 de agosto de 1937, repartiéndose sus fuerzas entre el Primer Ejército, el Segundo Ejército y el Ejército Japonés del Área Norte de China. La 27.ª División quedó acuartelada en Tianjín,  ocupando el vacío dejado por la desaparición del Ejército de Guarnición de China.

## Estructura

### Lista de Mandos

#### Comandantes en jefe
|    | Nombre                               | Del                     | Al                      |
| -- | ------------------------------------ | ----------------------- | ----------------------- |
| 1  | Teniente General Hisanao Oshima      | 1 de junio de 1901      | 4 de julio de 1901      |
| 2  | Teniente General Takesuke Yamane     | 4 de julio de 1901      | 25 de octubre de 1901   |
| 3  | General Yoshifuru Akiyama            | 25 de octubre de 1901   | 2 de abril de 1903      |
| 4  | Teniente General Taro Senba          | 2 de abril de 1903      | 25 de junio de 1905     |
| 5  | General Mitsumoi Kamio               | 25 de junio de 1905     | 27 de noviembre de 1906 |
| 6  | Teniente General Aizo Nakamura       | 27 de noviembre de 1906 | 21 de noviembre de 1908 |
| 7  | Teniente General Teijiro Abe         | 21 de noviembre de 1908 | 24 de abril de 1912     |
| 8  | Teniente General Kojiro Sato         | 24 de abril de 1912     | 8 de agosto de 1914     |
| 9  | General Takeshi Nara                 | 8 de agosto de 1914     | 5 de julio de 1915      |
| 10 | Lieutenant General Sueharu Saito     | 5 de julio de 1915      | 2 de mayo de 1916       |
| 11 | Lieutenant General Masaomi Ishimitsu | 2 de mayo de 1916       | 10 de junio de 1918     |
| 12 | General Hanzo Kanaya                 | 10 de junio de 1918     | 25 de julio de 1919     |
| 13 | Teniente General Jirō Minami         | 25 de julio de 1919     | 20 de enero de 1921     |
| 14 | Teniente General Ichiba Suzuki       | 20 de enero de 1921     | 6 de agosto de 1923     |
| 15 | Teniente General Kensaku Yoshioka    | 6 de agosto de 1923     | 1 de mayo de 1925       |
| 16 | Teniente General Rokuichi Koizumi    | 1 de mayo de 1925       | 2 de marzo de 1926      |
| 17 | Teniente General Toyoki Takada       | 2 de marzo de 1926      | 26 de julio de 1927     |
| 18 | Teniente General Kametaro Arai       | 26 de julio de 1927     | 16 de marzo de 1929     |
| 19 | General Kenkichi Ueda                | 16 de marzo de 1929     | 22 de diciembre de 1930 |
| 20 | Teniente General Kohei Kashii        | 22 de diciembre de 1930 | 29 de febrero de 1932   |
| 21 | General Kotaro Nakamura              | 29 de febrero de 1932   | 5 de marzo de 1934      |
| 22 | General Yoshijirō Umezu              | 5 de marzo de 1934      | 1 de agosto de 1935     |
| 23 | General Hayao Tada                   | 1 de agosto de 1935     | 1 de mayo de 1936       |
| 24 | Teniente General Kanichiro Tashiro   | 1 de mayo de 1936       | 12 de julio de 1937     |
| 25 | Teniente General Kiyoshi Katsuki     | 12 de julio de 1937     | 26 de agosto de 1937    |

### Jefes de Estado Mayor
|   | Nombre                                 | Del                    | Al                     |
| - | -------------------------------------- | ---------------------- | ---------------------- |
| 1 | General de División Kenji Matsumoto    | 10 de agosto de 1928   | 1 de agosto de 1931    |
| 2 | General de División Toshijiro Takeuchi | 1 de agosto de 1931    | 9 de enero de 1932     |
| 3 | General de División Monya Kikuchi      | 9 de enero de 1932     | 1 de agosto de 1934    |
| 4 | General Takashi Sakai                  | 1 de agosto de 1934    | 2 de diciembre de 1935 |
| 5 | General de División Takenori Nagami    | 2 de diciembre de 1935 | 1 de agosto de 1936    |
| 6 | Comandante Gumu Hashimoto              | 1 de agosto de 1936    | 26 de agosto de 1937   |

### Organización

#### 1919
- Cuartel General (軍司令部 Gunshireibu?) - Tianjin (94 hombres)
- Unidad de infantería de Guarnición de Tianjín (天津駐屯歩兵隊 Tenshin chuton hoheitai?) - Tianjin (286 hombres)
- Batallón expedicionario (派遣大隊 Haken daitai?) - Tianjin (351 hombres)
- Unidad de infantería de Guarnición de Beiping (北京駐屯歩兵隊 Pekin chuton hoheitai?) - Beiping (221 hombres)
- Guarnición de Shanhaiguan (山海関守備隊 Sankaikan shubitai?) - Shanhaiguan (73 hombres)
- Guarnición de Qinhuangdao (秦皇島守備隊 Shinkōtō shubitai?) - Qinhuangdao (52 hombres)
- Guarnición de Rokuzhou (ロク州守備隊 Rokusu shubitai?) - (21 hombres)
- Guarnición de Estación Ferroviaria de Tianjín (天津新站守備隊 Tenshin shineki shubitai?) - Tianjin (15 hombres)
- Guarnición de Yangcun (楊村守備隊 Yason shubitai?) - Wuqing (31 hombres)

#### Mayo de 1936
- Cuartel General (軍司令部 Gunshireibu?) - Tianjin
- Brigada de Infantería de Guarnición de China (支那駐屯歩兵旅団司令部 Sina chutongun hohei ryodan shireibu?) - Beiping
  - 1er Regimiento de Infantería de Guarnición de China (支那駐屯歩兵第一聯隊 Sina chutongun hohei dai-ichi rentai?) - Beiping
  - 2º Regimiento de Infantería de Guarnición de China (支那駐屯歩兵第二聯隊 Sina chutongun hohei dai-ni rentai?) - Tianjin
- Unidad de tanques de Guarnición de China (支那駐屯戦車隊 Sina chutongun senshatai?)
- Unidad de caballería de Guarnición de China (支那駐屯騎兵隊 Sina chutongun kiheitai?)
- Regimiento de artillería de Guarnición de China (支那駐屯砲兵聯隊 Sina chutongun hōhei rentai?) - Tianjin
- Unidad de ingenieros de Guarnición de China (支那駐屯工兵隊 Sina chutongun kōheitai?)
- Unidad de comunicaciones de Guarnición de China (支那駐屯通信隊 Sina chutongun kōshintai?)
- Unidad de policía militar de Guarnición de China (支那駐屯憲兵隊 Sina chutongun kenpeitai?)
- Hospital militar de Guarnición de China (支那駐屯軍病院 Sina chutongun byōin?)
- Almacén militar de Guarnición de China (支那駐屯軍倉庫 Sina chutongun sōko?)